# Drosera echinoblastus
Drosera echinoblastus es una especie de planta carnívora perteneciente a la familia Droseraceae que es originaria de Australia.

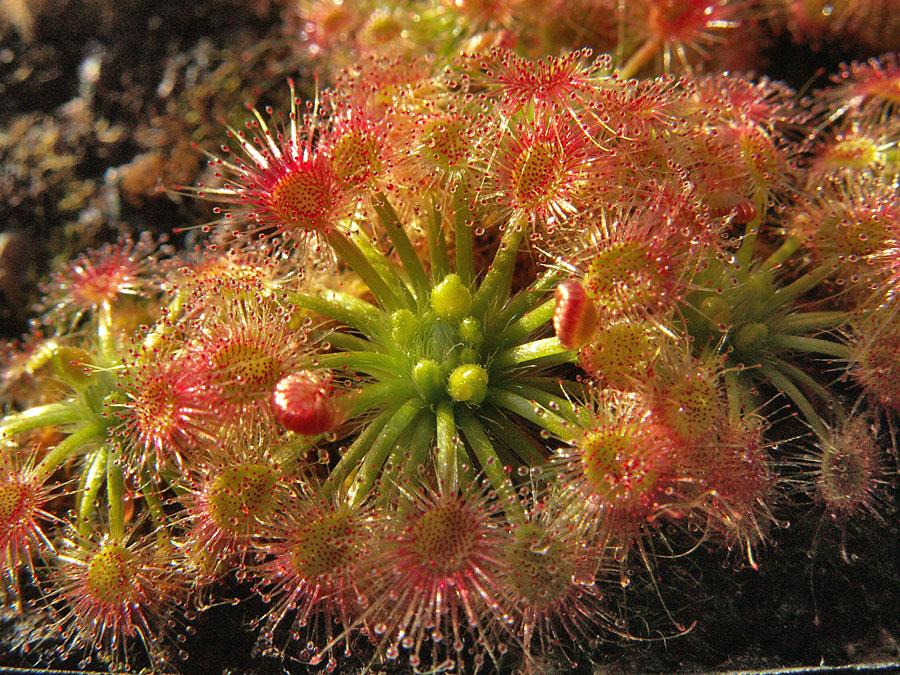
Vista de la planta

## Descripción
Drosera echinoblastus es una planta herbácea perennifolia. Forma una roseta de que alcanza un diámetro de aproximadamente 1,5 cm. El brote con las estípulas ovadas, hirsutas, de 7 mm de largo y 3 mm de diámetro en la base. Las estípulas en sí son de 5 mm de largo, 4 mm de ancho y de tres lóbulos. El lóbulo medio se divide en 3 segmentos. Las láminas son circulares y miden hasta 2,5 mm de diámetro. Las glándulas de los tentáculos más largos se encuentran en el borde, los más cortos en el interior. En la parte inferior los pelos glandulares son visibles. Los pecíolos son de hasta 5 mm de largo, 0.8 mm de ancho en la base y con forma cónica hasta el final de hasta 0,4 mm de la lámina de la hoja. Están ocupados de forma esporádica en la parte inferior con sólo unos pocos pelos glandulares. Florecen de octubre a noviembre. El tallo de la flor es de hasta 12 cm de largo y está ocupado en la base con algunas glándulas. La inflorescencia es una envoltura de 9 a 12 flores en pedículos largos de aproximadamente 2 mm. Los sépalos con forma de huevo miden de 3 mm de largo y 2 mm de ancho. La superficie también está cubierta con glándulas acechadas cilíndricas. Los pétalos son de color naranja, alargados en forma de cuña en la base 9 mm de largo y 3.5 mm de ancho.  

## Taxonomía
Drosera echinoblastus fue descrita por N.G.Marchant & Lowrie y publicado en Kew Bulletin 47(2): 322. 1992.